# 타케다 하나
타케다 하나(일본어: 武田 華 たけだ はな[*] 1982년 5월 26일 ~ )는 일본의 성우. 가나가와현 출신. 켄유 오피스 소속.

## 외화 더빙
- 성난황소 - 김지수(송지효)